# Işıl Alben
Işıl Alben (n. 22 de febrer de 1986, Istanbul) és una jugadora professional de bàsquet de Turquia. Actualment juga al Galatasaray SK.
Va començar a jugar en l'equip de la Universitat d'Istanbul el 1998, on va romandre 8 anys fins a 2006. Aquest any va començar a jugar amb el Botaş Spor, un any després va ser fitxada pel Galatasaray, equip en el qual segueix jugant després d'un parèntesi en la temporada 2014-2015 en què va jugar amb l'equip rus del Dynamo Kursk.
Va participar en el Campionat Europeu de Bàsquet Femení de 2011 a Polònia on va obtenir la medalla de plata; i el campionat de 2013 a França, on va obtenir la medalla de bronze. Ha estat olímpica amb la selecció femenina de Turquia als Jocs Olímpics de Londres 2012 i als Jocs Olímpics de Rio 2016.
Ha estat 116 vegades internacional amb la seva selecció.